# 張文 (弘治進士)
張文（1459年—1506年），字經載，江西臨江府新喻縣人，明朝政治人物。

## 生平
成化二十二年（1486年）丙午科江西鄉試第十八名。弘治六年（1493年）癸丑科會試第一百八十六名，廷試二甲第十八名進士。十二月授刑科給事中。復除工科給事中，十五年二月与监察御史叶永秀奉敕往湖广贵州查理边储，三月升兵科右，十二月升工科左，十八年八月升户科都，正德元年（1506年）去職，九月八日卒于京师高坡巷。

## 家族
曾祖張均海，兵部主事；祖父張明高，遇例冠帶；父張繼本，母李氏。慈侍下。